# Dogłębna obrona (informatyka)
Dogłębna (wielopoziomowa) obrona (ang. defence in depth) − sposób projektowania zabezpieczeń systemów informatycznych, polegający na wprowadzeniu wielu niezależnych poziomów zabezpieczeń. Taka nadmiarowość lepiej chroni przed skutkami błędów i ataków. 
Strategia wielopoziomowej obrony jest zalecana w systemach wymagających najwyższego poziomu bezpieczeństwa. Amerykańska agencja bezpieczeństwa (NSA) określa ją jako zalecaną strategię wykorzystującą istniejące techniki i technologie.